# Jarramas (1821)

Jarramas var en korvett och ett örlogsfartyg som sjösattes 1821. Hon seglade fram till 1879. Fredrik Henrik af Chapmans elev Johan Aron af Borneman (1768-1846) konstruerade denna korvett. 

## Namnet
Namnet Jarramas gavs först åt ett fartyg 1716, Jarramas (1716), detta fartyg hade namngivits av Karl XII precis före Kalabaliken i Bender. Namnet, yaramaz, betyder på turkiska ungefär den busiga. Namnet hade även burits av en fregatt Jarramas (1759).

## Tjänstgöringshistoria
Efter att fartyget utrangerats användes det som pråm för stenlastning. Som sådan sjönk hon under oklara omständigheter utanför Östanön vid Jordö i Blekinge i början av 1900-talet. Vraket ligger alltjämt kvar på denna plats.